# Giuseppe Arata
Giuseppe Arata (Gragnano Trebbiense, 29 agosto 1901 – Piacenza, 25 giugno 1990) è stato un avvocato e politico italiano.

## Attività all'Assemblea Costituente
Giuseppe Arata è noto per aver concluso il dibattito in Assemblea sul tema della legittimazione ad investire la Corte costituzionale. Infatti parte dell'Assemblea voleva un accesso in via principale alla questione di legittimità costituzionale, un'altra parte -in particolare il PCI- propendeva maggiormente per un accesso in via incidentale. Nello stallo della discussione Arata ha proposto nella seduta pomeridiana del 2 dicembre 1947 un emendamento che ha riscritto l'art. 137 della Costituzione affinché prevedesse che <<una legge costituzionale stabilisce le condizioni, le forme, i termini di proponibilità dei giudizi di legittimità costituzionale.>>.
In questo modo la questione è stata affidata ad un sede ulteriore rispetto a quella di redazione del testo costituzionale, e la disposizione di cui in articolo è stata attuata con la legge costituzionale n. 1 del 1948, che ha introdotto la forma di accesso incidentale.